# Paul Bouré
Paul Bouré, oppure Paul-Joseph Bouré (Bruxelles, 2 luglio 1823 – Bruxelles, 17 dicembre 1848), è stato uno scultore e pittore belga.

## Biografia

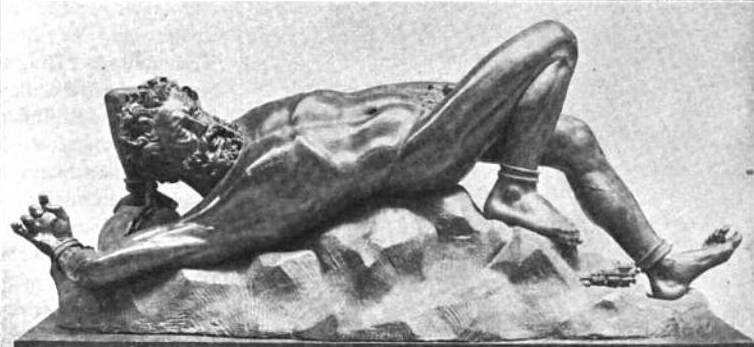
Prometeo incatenato (1845)

Paul Bouré fu soprattutto uno scultore che ci lasciò anche qualche pregevole opera di pittura.
La sua formazione si sviluppò dapprima a Liegi all'Académie royale des beaux-arts de Liège sotto la guida di Guillaume Geefs ed Eugène Simons, e in un secondo tempo in Italia, dove seguì le lezioni di Emilio Santarelli all'Accademia di belle arti di Firenze.
La sua formazione venne influenzata dal clima di tardivo Neoclassicismo caratterizzato da sottolineature puriste, ma includente una vago timbro romantico, prima che si diffondesse la ondata realistica e generalistica.
Una volta rientrato a Bruxelles, lavorò ottenendo attestati di stima e di considerazione per i restanti quattro anni della sua breve vita.
Le sue opere, tipicamente di soggetto mitologico o allegorico, compresero anche purismi di forma di maggiore apertura al romanticismo.
Tra i suoi lavori si ricordano il Fanciullo disteso (1843) e un Amorino del 1844; il bronzo del Prometeo incatenato (1845), ora al Museo reale delle belle arti del Belgio, considerato il suo capolavoro; il Ragazzo coi birilli e il Selvaggio sorpreso da serpente (1848) in cui si avvertono influenze francesi, oltre che una saldatura tra classicismo e romanticismo. Bouré si allontana dalla classica concezione eroica descrivendo il suo soggetto umano come "senza speranza, già sconfitto, strangolato e intrappolato, privato di ogni possibilità di lottare per la libertà".
Verso la fine della sua vita, Bouré si ritirò a Olloy-sur-Viroin, una cittadina vicino a Namur, dove viveva sua nonna materna. Lì ha iniziato a dipingere. Sebbene i suoi dipinti non siano molto conosciuti, nel 1905 viene menzionato un autoritratto nel catalogo di una mostra retrospettiva. 
Poco prima della sua morte, Bouré riuscì a completare un gruppo di otto figure che erano state commissionate per il Municipio di Bruxelles: Filippo III di Borgogna, Carlo il Grosso, Maria di Borgogna, Massimiliano I d'Asburgo, Filippo I d'Asburgo, Carlo V d'Asburgo, Margherita d'Austria, Filippo II di Spagna. Le sue ultime due opere, di Cristo e della Vergine, furono destinate alla chiesa di Olloy. Su richiesta di suo padre, i calchi in gesso delle sue statue furono consegnati al governo belga.

## Opere
- Fanciullo disteso (1843);
- Amorino (1844);
- Prometeo incatenato (1845);
- Ragazzo coi birilli (1848);
- Selvaggio sorpreso da serpente (1848);
- Filippo III di Borgogna;
- Carlo il Grosso;
- Maria di Borgogna;
- Massimiliano I d'Asburgo;
- Filippo I d'Asburgo;
- Carlo V d'Asburgo;
- Margherita d'Austria;
- Filippo II di Spagna.